# Mateu Monserrat Calafat

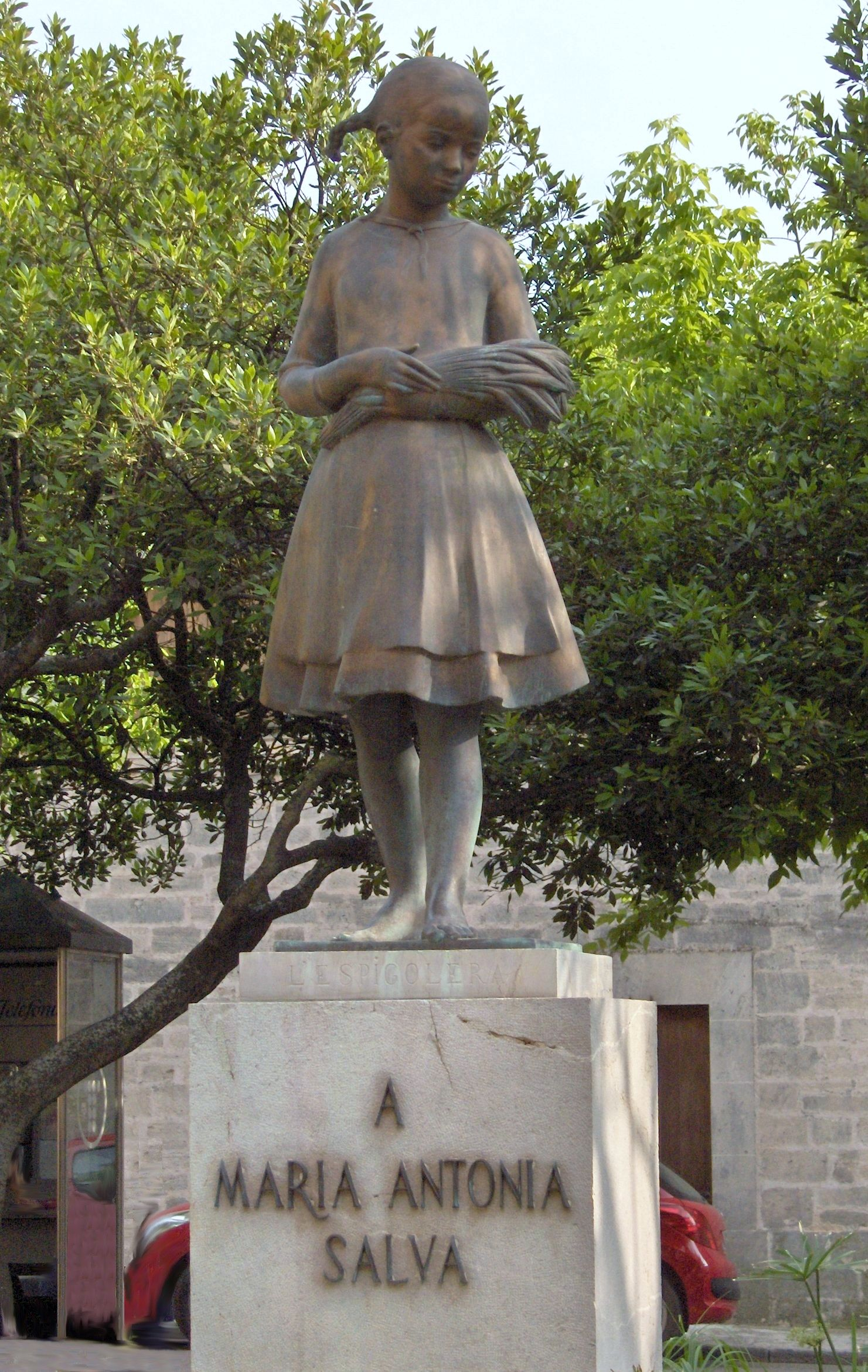
L'Espigolera dedicada a Maria Antònia Salvà (1965)

Mateu Monserrat Calafat, Barril, (1899 o 1900, Llucmajor, Mallorca - 1974, s'Arenal, Mallorca) fou un polític mallorquí, regidor de l'ajuntament de Llucmajor des del cop d'estat del 18 de juliol de 1936 i batle de Llucmajor entre 1959 i 1969 durant la dictadura franquista.
Després del cop d'estat del 18 de juliol de 1936 contra la Segona República Monserrat fou nomenat pel nou governador Civil de Balears 1r tinent de batle de la gestora de l'ajuntament de Llucmajor amb el batle Miquel Munar Calafat. Malgrat que hi hagué molts de canvis de batles durant la postguerra a Llucmajor, Monserrat es mantingué com a regidor fins al 1959 en què fou nomenat batle, càrrec que assumí fins al 1969. En el seu llarg mandat de deu anys destaca el foment del creixement desmesurat de s'Arenal, municipi costaner que es llançà amb Monserrat al negoci turístic amb la construcció d'hotels i edificis residencials d'excessiva altura per a les dimensions de la xarxa viària existent. Una part de la urbanització inicial de Son Verí Vell dissenyada per Gabriel Alomar i Esteve el 1959, la situada entre s'Arenal i el torrent de Son Verí, fou transformada el 1965 en zona turística amb construcció d'hotels que podien assolir els 30 m d'alçada.

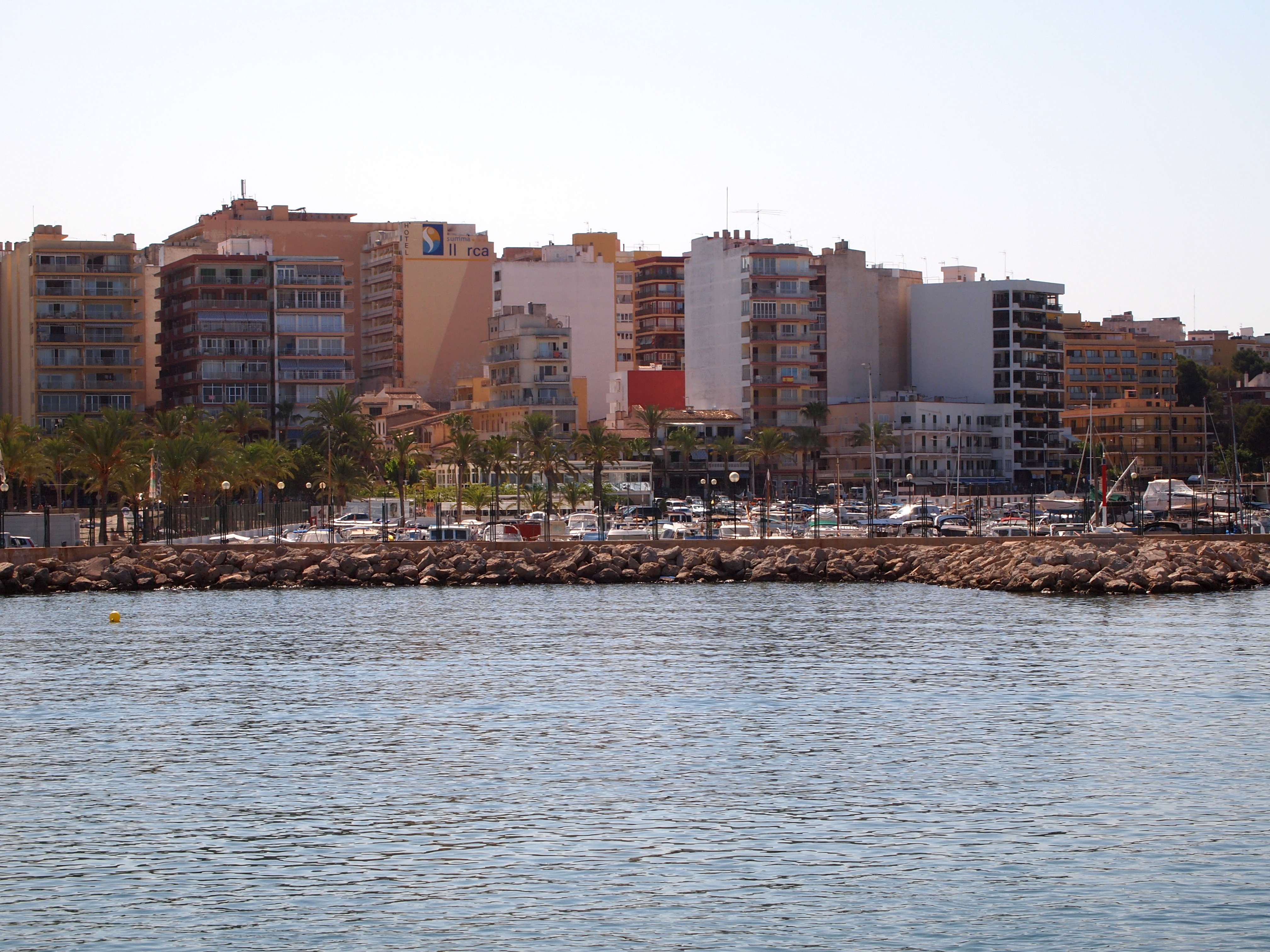
Edificis de s'Arenal de Llucmajor

En el camp de la cultura durant el seu mandat es recuperà la figura de la poetessa en llengua catalana Maria Antònia Salvà, dedicant-li diversos homenatges i el 1965 una estàtua en bronze, l'Espigolera, obra de l'escultor Horacio de Eguía. El 1961 instaurà la tradició dels pregons de les fires de Llucmajor, essent el regidor de cultura Andreu Martín Burguera el primer pregoner amb el pregó Costums llucmajorers en temps de Fires (inèdit). Dedicà una plaça al pedagog Rufino Carpena Montesinos, antic mestre seu, davant l'actual CEIP Rei Jaume III i el 1963 erigí una escultura en marès de Santanyí en homenatge als obrers i empresaris pioners de la indústria del calçat de Llucmajor, obra de l'escultor Tomàs Vila. L'any 1966 nomenà l'historiador llucmajorer Bartomeu Font Obrador cronista oficial de la vila de Llucmajor i l'engrescà a escriure el primer tom de la Història de Llucmajor.
El 1971 el govern de l'estat li concedí la Medalla d'Argent al Mèrit Esportiu (cinta blanca) per la seva tasca de promoció de l'esport a Llucmajor, entre la que destaca la construcció del camp municipal d'esports. L'ajuntament li dedicà el carrer que condueix a aquestes instal·lacions esportives.